# Пестов, Константин Александрович
Константин Александрович Пестов (1868 — 1944) — полковник 40-й артиллерийской бригады, герой Первой мировой войны, участник Белого движения.

## Биография
Происходил из старинного дворянского рода Тульской губернии. Сын коллежского советника Александра Ивановича Пестова и жены его Виктории Константиновны Намайловской.
Окончил Полоцкий кадетский корпус (1886) и 3-е военное Александровское училище (1888), откуда выпущен был подпоручиком в 108-й пехотный Саратовский полк.
Позднее был переведен в 16-ю артиллерийскую бригаду. Произведен в поручики 25 декабря 1891 года, в штабс-капитаны — 28 июля 1896 года. 11 ноября 1897 года переведен в 30-ю артиллерийскую бригаду, затем назначен старшим адъютантом управления начальника артиллерии 4-го армейского корпуса. 25 августа 1902 года произведен в капитаны, с отчислением от должности.
Участвовал в русско-японской войне, за боевые отличия был награждён несколькими орденами, в том числе орденом Св. Анны 4-й степени с надписью «за храбрость». 27 августа 1905 года назначен командующим 6-й батареей 40-й артиллерийской бригады, а 13 октября того же года произведен в подполковники с утверждением в должности. 1 декабря 1912 года назначен командиром 1-й батареи 30-й артиллерийской бригады.
С началом Первой мировой войны, 25 июля 1914 года назначен командующим 2-м дивизионом 76-й артиллерийской бригады. 5 мая 1915 года назначен командующим 2-м дивизионом 40-й артиллерийской бригады, а 16 мая произведен в полковники «за отличие в делах против неприятеля», с утверждением в должности. Пожалован Георгиевским оружием
За то, что в ночь с 22 на 23 июля 1915 года в бою у д. Качки, получив приказание огнем своего дивизиона оказать содействие к занятию позиции нашими двумя полками, под действительным огнем противника, быстро выехал со своим дивизионом на намеченную позицию и, лично находясь все время боя на передовом наблюдательном пункте в положении исключительной опасности, искусно направленным огнем своего дивизиона дал возможность нашим частям не только занять указанные им позиции и устроиться на них, но и отбить в течение двух суток все яростные атаки немцев; 25 июля, когда противник начал обходить наш правый фланг и грозил отрезать наши два полка, полковник Пестов с исключительным спокойствием, находясь в сфере действительного ружейного огня, искусно маневрируя батареями и ведя непрерывный огонь, дал возможность нашей пехоте переменить позиции, устроиться на них и совершенно прекратил атаки противника на наш фронт.
17 апреля 1917 года назначен заведующим артиллерийской частью штаба 6-й армии.
В Гражданскую войну участвовал в Белом движении в составе Вооруженных сил Юга России и Русской армии. Эвакуировался из Крыма на судне «Модиг». Галлиполиец.
Осенью 1925 года — в составе Алексеевского артиллерийского дивизиона в Болгарии. В том же году организовал переезд дивизиона во Францию. Состоял председателем отделения Союза галлиполийцев в Асьере-де-Имфи, а также членом правления Объединения бывших военнослужащих в Имфи. Скончался в 1944 году в Имфи. Похоронен на местном кладбище.

## Награды
- Орден Святой Анны 3-й ст. (ВП 8.09.1903)
- Орден Святого Станислава 2-й ст. с мечами (ВП 3.03.1906)
- Орден Святой Анны 4-й ст. с надписью «за храбрость» (ВП 26.03.1906)
- Орден Святой Анны 2-й ст. «за отлично-усердную службу и труды, понесенные во время военных действий» (ВП ВП 27.04.1907)
- мечи к ордену Св. Анны 2-й ст. (ВП 29.04.1907)
- Орден Святого Владимира 4-й ст. (ВП 25.03.1910)
- мечи и бант к ордену Св. Владимира 4-й ст. (ВП 12.11.1915)
- Орден Святого Владимира 3-й ст. с мечами (ВП 10.12.1915)
- мечи и бант к ордену Св. Анны 3-й ст. (ВП 17.12.1916)
- Георгиевское оружие (ВП 12.01.1917)
- старшинство в чине полковника с 8 февраля 1913 года (ВП 11.11.116)